# Lemba (Kinshasa)
Pour les articles homonymes, voir Lemba.
Lemba est une commune de la ville de  Kinshasa, située dans le district du Mont-Amba. Elle a une superficie de 23,70 km2.

## Histoire de Lemba
Bien avant l'arrivée des Européens, Lemba est déjà une terre de vie et de commerce dans le pool Malebo. Mais il faut attendre l'arrivée des capucins italiens sur le pool et de l'explorateur Stanley pour avoir plus de descriptions sur ce qui était déjà Lemba, un grand centre commercial. selon les auteurs Michel Lusamba Kibayu et Floribert Ntungila Nkama, Lemba en plus d'être un grand centre Commercial, elle abritait également la résidence du grand chef des Humbus qui la peuple essentiellement. Le père Geronimo de Montersachio décrira en 1645 lors de son passage dans le coin comme une agglomération bien structurée où l'on vient de partout pour commercer. Bien loin de l'image des cités barbares véhiculée par les manuscrits de l'époque coloniale.

## Situation géographique
Lemba est délimité à l’extrême nord par la commune de Limete, Au nord-ouest par la rivière Yolo qui fait office de frontière naturelle avec la commune de Ngaba. Au sud-ouest, on trouve l’avenue by pass qui constitue la frontière avec la commune de Makala et la route de Kimwenza qui marque la frontière avec la commune de Mont-Ngafula. Au nord-est c’est la rivière Matete qui constitue la frontière avec la commune de Matete et c’est la même rivière qui constitue à nouveau la frontière naturelle au sud-est avec la commune de Kisenso.

## Administration
| \| Les 4 districts et les 24 communes de Kinshasa \| \| v · d · m \| |                    |           |
| District de la Lukunga District de la Funa District du Mont-Amba District de la Tshangu Brazzaville Fleuve Congo Pool Malebo M’Bamou Baie de Ngaliema Gombe Barumbu Kin. Ling. K.-V. Ng.-Ng. Kal. Banda- lungwa Kintambo Ngaliema Selembao Bumbu Makala Ngaba Lemba Limete Matete Kisenso Masina Ndjili Kimbanseke Nsele Mont-Ngafula Nsele Maluku |                    |           |
| abréviations : Kinshasa (Kin.), Kasa-Vubu (K.-V.), Lingwala (Ling.), Ngiri-Ngiri (Ng.-Ng.) |                    |           |
| Les 4 districts et les 24 communes de Kinshasa | Blason de Kinshasa | v · d · m |

C'est à la suite de l'arrêté ministériel n°69/0042 de janvier 1969 que la commune connait ses limites actuelles.
La commune est sous tutelle de l’hôtel de ville de Kinshasa, elle compte deux organes: le conseil communal et le collège exécutif, dont le bourgmestre et son adjoint qui ne sont pas élus mais nommé par le chef de l’état, mais la situation devrait évoluer car la nouvelle constitution préconise que les autorités communales soient élus par leur sujet.
Dans son fonctionnement quotidien, la commune est composée de trois services, à savoir: 
- Les services spéciaux
- Les services administratifs
- Les services techniques

### les quartiers de Lemba
La commune est divisée en plusieurs quartiers :
| Nom du Quartier | Liste des localités                   | Nombre d'habitants (en millions) | Nombre de Rue/Avenue |
| --------------- | ------------------------------------- | -------------------------------- | -------------------- |
| Kimpwanza       |                                       |                                  |                      |
| Madrandele      |                                       |                                  |                      |
| Ecole           |                                       |                                  |                      |
| Masano          |                                       |                                  |                      |
| Foire           |                                       |                                  |                      |
| Salongo         |                                       |                                  |                      |
| Livulu          | Tadi                                  |                                  |                      |
| Kemi            | Djaga , Malolo , Righini, Terre jaune |                                  |                      |
| Mbanza-Lemba    |                                       |                                  |                      |
| Molo            |                                       |                                  |                      |
| Gombele         |                                       |                                  |                      |
| Commercial      |                                       |                                  |                      |
| Echangeur       |                                       |                                  |                      |

### Liste des bourgmestres de la commune de Lemba
- CARLOS LOPEZ:  de 1959 à 1960
- KILEMBA: de 1960 à 1961
- NGAMPANI- MBONTENE: de 1961 à 1963
- GOMBELE: de 1963 à 1964
- MANGALA- XAVIER: de 1964 à 1966
- MANZILA JEAN ROMAIN: de 1966 à 1967
- KIZIAMAZ KITANGUA: de 1968 à 1970
- ZOLANA LONGUDI: de 1970 à 1972
- LINGOMBA: de 1972 à 1974
- BENA MUKUELE: de 1974 à 1976
- BOLEKELA BAYOMBE: de 1976 à 1977
- MWANA WUTA: de 1977 à 1978
- MALOLO YOULOU MANSE: de 1978 à 1982
- MANZELU NGALA MONDONGA: de 1982 à 1988
- KABANGU TAMBWE: de 1988 à 1989
- WELOLI KANDA NZALE: de 1989 à 1994
- MBOMA MUWAKA RIGOBERT: de 1994 à 1997
- SANDUKU BEAL BINDAL: de 1997 à 1999
- MUNKESE MUSISILA: de 1999 à 2002
- Prof MUKASH KALEL: de 2002 à 2005
- LOMBA APPOLINIA : de 2005 à 2007
- MWAMBA NKUBA: de 2007 à 2008
- LUBO YAMBELE: de 2008 à 2011
- LOMBA APPOLINIA: de 2011 à 2012
- KAPUTU MAFULU Toussaint : de 2012 à 2019
- NSAKA BEKADJWA Jean : de 2019 à Nov. 2022
- Poba Mayimona Jean-Serge[1] : Nov. 2022 à ce jour

## Équipement
La commune accueille au sud, sur le mont Amba, l'Université de Kinshasa ex Lovanium.

## Éducation
- Université de Kinshasa
- Institut supérieur des techniques médicales de Kinshasa
- Institut supérieur de théologie Booth
- Institut supérieur de pédagogie religieuse
- Université Don Petit Petit
- Groupe scolaire du Mont-Amba